# Ionella murchisoni
Ionella murchisoni là một loài chân đều trong họ Bopyridae. Loài này được Danforth miêu tả khoa học năm 1970.